# Shakhboz Kholmurzaev
Shakhboz Kholmurzaev, anche traslitterato come Shakhboz Kholmirzayev (26 febbraio 1996), è un canottiere uzbeko. Si è posizionato ventiduesimo nella disciplina di canottaggio singolo maschile ai giochi olimpici di Rio 2016.